# Cachagua
Cachagua es un pueblo chileno de la comuna de Zapallar, Región de Valparaíso. Se ubica a 183 km al noroeste de Santiago y a 64 km al norte del Gran Valparaíso.

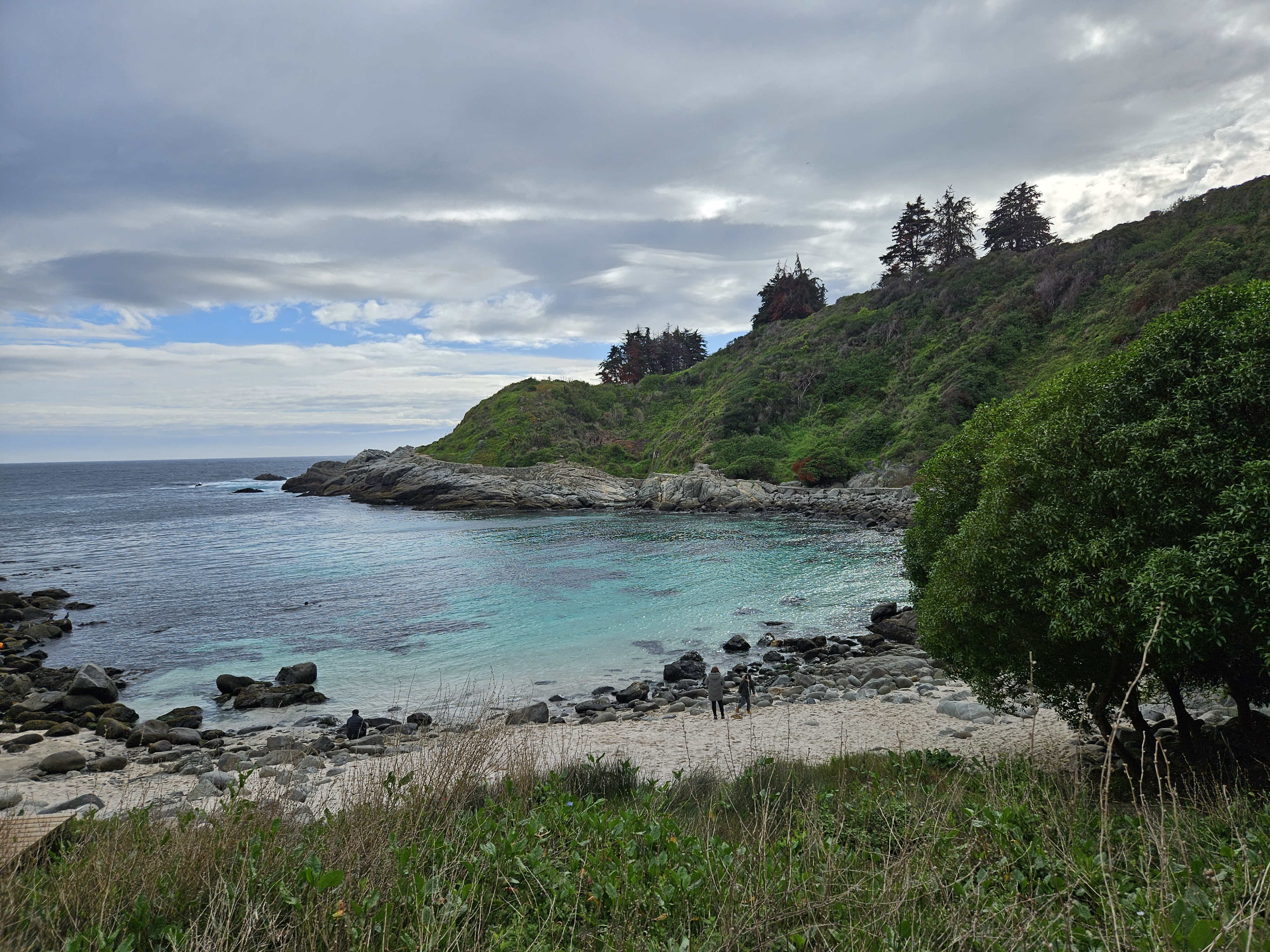
Playa Las Cujas

## Toponimia
Su nombre viene del mapudungun, kachu, "pastos" y we, "lugar"; "lugar de pastos".

## Descripción
Cachagua, con una playa de 5 km de extensión, el balneario tiene como principal atractivo su abundante flora y fauna.
Su paisaje se caracteriza por las casas construidas de rodillos, con techumbres de coirón y estuco a la cal, característica que Diego Sutil Alcalde, dio a las primeras construcciones del balneario,Diego ingeniero civil de la universidad de chile, con una gran trayectoria en construcciones anteriores, decide dar vida a un balneario, hablando con Nemesio vicuña para la creación de Cachagua, El ingeniero, muy particular, proyectó el balneario como un lugar natural, sin calles de cemento, ni paredes que dividieran, sino que la utilización de plantas y madera para dividir los terrenos. 
Además de la belleza del borde costero, campos agrestes y bosques nativos. La playa de Cachagua es de pendiente semi-lisa, con mar de tres olas paralelas, con una temperatura del agua en verano de alrededor de 15 °C, y con sectores donde debido a la corriente el baño no es recomendable. Al oriente se empinan los altos cerros del Tigre y Los Cardones, cubiertos de un frondoso bosque esclerófilo.
También cuenta con una paradisíaca playa llamada Las Cujas, la cual está ubicada al norte de la playa Grande de Cachagua, Esta pequeña y escasamente concurrida playa es ideal para un momento de descanso. En esta playa además se encuentra la caleta de pescadores de Cachagua. Con un mar manso y rodeada de bellos roqueríos bajos, hay zonas ideales para el buceo deportivo y -temprano o al atardecer- para la pesca de lenguados y corvinas. También es posible recolectar machas en el rompeolas o caminar hasta la playa Piedras Preciosas, donde se puden encuentran ágatas.
Está entre los balnearios de Maitencillo (al sur) y Zapallar (al norte).

## Monumento natural Isla Cachagua
El monumento natural Isla Cachagua fue creado el 27 de junio de 1989, con una superficie de 4,5 ha. Pertenece a la comuna de Zapallar (provincia de Petorca). En 1979 fue declarado Santuario de la Naturaleza.